# 澳門口述歷史協會
澳門口述歷史協會，葡文名稱為Associação de História Oral de Macau，英文名稱為Oral History Association of Macao (簡稱OHM)，成立於2008年3月，為澳門非牟利的民間學術團體。宗旨是團結專家學者和青年學生，利用科學方法，推進口述歷史資料的採集、編輯和研究工作，並通過對民間私家著述和公私文書資料的收集和整理，促進澳門歷史研究的發展，提昇澳門的文化形象。
該協會曾與澳門歷史敎育學會、澳門文物大使協會及文化遺產導遊協會舉辦澳門成功申遺五週年慶祝會，一同被《澳門日報》稱為本土歷史的守護者。

## 簡介
澳門口述歷史協會，成立於2008年3月，為澳門非牟利的民間學術團體。宗旨是團結專家學者和青年學生，利用科學方法，推進口述歷史資料的採集、編輯和研究工作，並通過對民間私家著述和公私文書資料的收集和整理，促進澳門歷史研究的發展，提昇澳門的文化形象。
成立至今，該會開展了多項與口述歷史相關工作，於2008進行“新橋老街坊口述歷史計劃”，期間有電視媒體創作人及大量的研究人員參與計劃，最後更把口述歷史訪談內容編撰成《情繫新橋坊》出版，在社會起到了正面的作用。
在2011年，澳門口述歷史協會與廣西師範大學出版社聯合向國家新聞出版總署申報，《澳門口述歷史叢書》被列為國家“十二五”出版規劃項目。成為澳門首次有圖書被列入國家出版規劃項目，意義深遠。
除口述歷史研究計劃外，該會亦透過舉辦文化遺產專題研討會及舊區導賞等的活動，推動舊區文化保育及文化遺產保護工作。於2012年，由於配合會務發展及推廣過往研究成果的需要，開設了“澳門故事館”，營造出一個集歷史研究、教育推廣和藝文創作於一體的文化空間。

## 澳門故事館
澳門故事館（葡文：Casa de Contos de Macau，英文：“Macau Story House”）是由澳門口述歷史協會籌設的，綜合教育推廣、研究及藝文創作的場址。
位於瘋堂新街6Ａ號 ( Rua Nova De S.Lazaro, 6A )，乃澳門口述歷史協會於2012年籌設的一個集歷史研究、教育推廣和藝術創作於一體的藝文空間，通過把研究成果運用到展覽、工作坊、講座和文創產品等不同媒介，從而滲入社區和學校，以增強本澳的歷史文化名城形象，及積極推動鄉土歷史教育。
館內設閱讀區、展覽區和文創產品區。閱讀區藏書量有1,000多本，以口述歷史及澳門專書為主，另外還收藏了雜誌約800多冊、澳門歷史圖片近1,500張供遊人們在館內細閱；展覽區則是一個精緻的多用途活動場地，定期舉辦專題展覽、講座及工作坊等；文創產品區內都寄賣着由年青藝術家設計和製造的工藝品，意念新鮮，風格獨特。
澳門故事館已於2016年4月關閉。

## 外部連結
- [http://www.exmoo.com/index.php?m=content&c=index&a=show&catid=17&id=9931 （页面存档备份，存于） 團體徵被遺忘聲音豐富本澳口述歷史
- 澳門口述歷史協會章程 （页面存档备份，存于）
- 《澳門口述歷史叢書》納入國家十二五出版規劃項目，崔永元公益基金，2012年7月13日[永久]